# Eisenbahnunfall von Sa Pereira
Der Eisenbahnunfall von Sa Pereira, war die Kollision des Fernzuges Estrella del Norte mit einem Lastkraftwagen auf einem niveaugleichen Bahnübergang in Sa Pereira, Provinz Santa Fe, Argentinien, am 25. Februar 1978. 55 Menschen starben. Dies war der zweitschwerste Eisenbahnunfall in der Geschichte Argentiniens.

## Ausgangslage
Der Estrella del Norte war von San Miguel de Tucumán zum Bahnhof Retiro Mitre, einem der Kopfbahnhöfe im Norden von Buenos Aires, unterwegs. Er wurde damals von der Nuevo Central Argentino betrieben. Der Zug war mit 2130 Reisenden völlig überfüllt unterwegs. Gezogen wurde er von einer Lokomotive der Bauart GT22 von EMD.
Der Estrella del Norte verließ gegen am 24. Februar gegen 19.25 Uhr verspätet den Bahnhof von San Miguel de Tucumán und die Verspätung nahm noch zu, da unterwegs die Ankunft von Gegenzügen abzuwarten war. Um die Verspätung zu verringern, war der Zug mit der für die örtlichen Verhältnisse relativ hohen Geschwindigkeit von 90 km/h unterwegs. Als sich der Zug dem Bahnübergang bis auf ca. zwei Kilometer genähert hatte, betätigte der Lokomotivführer das Signalhorn.
Der an dem Eisenbahnunfall beteiligte Lkw, ein nur etwa zwei Jahre alter Ford F-600 mit einem Anhänger, hatte ein Eigengewicht von 12 Tonnen und 25 Tonnen Lebensmittelkonserven geladen. Er war aus der Provinz Entre Ríos nach Cordoba auf der Nationalstraße 19 unterwegs. Auf dieser Strecke musste er einen niveaugleichen Bahnübergang in der kleinen Ortschaft Sa Pereia überqueren. Kurz vor dem Bahnübergang konzentrierte sich der Lkw-Fahrer darauf, einen Fernreisbus zu überholen, der ihm auch die Sicht auf den herannahenden Zug nahm und achtete nicht auf den übrigen Verkehr.
Der Bahnübergang in Sa Pereia war mit einer Haltlichtanlage und akustisch gesichert. Die Anlage war funktionsfähig und arbeitete korrekt, als der Zug sich dem Bahnübergang näherte.
Es herrschte klares Sommerwetter.

## Unfallhergang
Als der Lkw-Fahrer den Zug bemerkte, gab er Gas, um noch vor dem Zug über die Gleise zu kommen. Allerdings beschleunigte der schwer beladene Lkw relativ langsam. Das führende Fahrzeug des Lastzuges schaffte es noch, die Gleise zu überqueren, die Lokomotive prallte gegen 7.22 Uhr frontal gegen den Anhänger, entgleiste, kippte um und blieb auf der Seite liegen. Der Wagenzug fuhr oder rutschte noch mehrere hundert Meter weiter, Wagen entgleisten und in der Mitte des Zuges schoben sich zwei Wagen ineinander.

## Folgen
55 Menschen starben, 56 wurden darüber hinaus verletzt.